# Łukasz Brzezina
Łukasz Brzezina (ur. 1995) - muzyk, akordeonista.

## Życiorys
Naukę gry na akordeonie rozpoczął w wieku 9 lat w klasie Marka Rejnowicza w PSM I stopnia w Pruszkowie. Następnie uczył się pod kierunkiem Klaudiusza Barana na akademii muzycznej w Warszawie w klasie akordeonu. Od 2011 jest pod opieką Krajowego Funduszu na rzecz Dzieci.
Jest stypendystą Ministra Kultury i Dziedzictwa Narodowego oraz Banku Société Générale.
Występuje jako kameralista i solista na scenach w Polsce oraz za granicą m.in. we Francji, Niemczech, Słowacji, Stanach Zjednoczonych (nowojorska Carnegie Hall), Wielkiej Brytanii (londyńska Royal Albert Hall) i Włoszech.

## Osiągnięcia
Jest laureatem konkursów akordeonowych solo:
- I nagroda na XIX Międzynarodowym Festiwalu Muzyki Akordeonowej w Przemyślu (2010),

- I nagroda na Ogólnopolskim Konkursie Akordeonowym w Solcu-Zdroju (2010)

- I nagroda na XIV Gorlickich Konfrontacjach Akordeonowych (2011)[6]
- International Music Competition *"Grand Prize Virtuoso"[7]

- LBLA Grand Prize[8]

- VIII Konkurs Akordeonowy im. Andrzeja Chrzanowskiego "Alkagran 2014"[9]

- Finalista konkursu "Młody Muzyk Roku 2012"[10]

- II nagroda na 24. Międzynarodowym Festiwalu Muzyki Akordeonowej w Przemyślu (XII 2016)[11]

oraz w duecie:
- Wraz z Bartoszem Kołsutem - Grand Prix Ogólnopolskich Przesłuchań Centrum Edukacji Artystycznej (2014)[12]

- Kotz-Brzezina Duo (Celina Kotz – skrzypce, Łukasz Brzezina – akordeon) II nagroda na 54. Internationaler Akkordeonwettbewerb w Klingenthal (Niemcy)[13]

## Życie prywatne
Łukasz Brzezina jest mieszkańcem Ożarowa Mazowieckiego.